# Pelomedúza africká
Pelomedúza africká nebo také tereka africká (Pelomedusa subrufa) je skrytohlavá želva žijící v subsaharské Africe, Jemenu a na ostrově Madagaskar. Vyskytuje se v mělkých pobřežních vodách, dokud dosáhne na dno (neumí plavat). V období sucha se zahrabává do bahna, kde vydrží několik týdnů. Dosahuje délky 12 až 30 cm, krunýř je hnědě zbarven a tvarem se liší podle pohlaví (samci ho mají výrazně vyklenutý). V nebezpečí stočí krk a hlavu stranou a schová je pod krunýřem. Je všežravá a loví ve skupinách, které napadnou kořist na břehu a stáhnou ji do vody, kde ji utopí. Pro podobnost této strategie s útokem krokodýla se jí přezdívá krokodýlí želva.

## Chov v zoo
Tento druh je chován ve třech desítkách evropských zoo. V rámci Česka jej chovají Zoo Dvůr Králové a Zoo Plzeň. Dříve byl také v Zoo Praha.